# 威廉·托雷松
威廉·托雷松（瑞典語：William Thoresson，1932年5月31日—），瑞典男子竞技体操运动员。他曾获得1952年夏季奥运会男子自由体操金牌和1956年夏季奥运会男子自由体操银牌。他也参加了1960年和1964年夏季奥运会。